# Oecobius petronius
Oecobius petronius är en spindelart som beskrevs av Simon 1890. Oecobius petronius ingår i släktet Oecobius och familjen Oecobiidae. Inga underarter finns listade i Catalogue of Life.